# Wolfsheim (Gemeinde)
Wolfsheim település Németországban, Rajna-vidék-Pfalz tartományban. Lakosainak száma 824 fő (2023. december 31.).

## Népesség
A település népességének változása:
| Lakosok száma | 541  | 740  | 764  | 811  | 831  | 824  |
|               | 1975 | 2017 | 2019 | 2021 | 2022 | 2023 |